# Anthene definita
Espèce
Anthene definita est une espèce de lépidoptères (papillons) de la famille des Lycaenidae. 
On la trouve dans plusieurs territoires dans l'Est de l'Afrique australe. 
Elle habite la savane, le fynbos, le Karoo ainsi que les lisières de forêts et les jardins périurbains. 
L'envergure est de 21 à 27 mm pour les mâles et de 24 à 29 mm pour les femelles. 
Les adultes volent toute l'année, sauf en hiver dans les régions les plus froides.
La chenille se nourrit de Mangifera indica et d'Acacia karroo notamment.

## Liste des sous-espèces
Selon FUNET Tree of Life (6 février 2020) :
- Anthene definita definita (Butler, 1899)
- Anthene definita nigrocaudata (Pagenstecher, 1902)